# Лоградору (Параиба)
Лоградору (порт. Logradouro)  —  муниципалитет в Бразилии, входит в штат Параиба. Составная часть мезорегиона Сельскохозяйственный район штата Параиба. Входит в экономико-статистический  микрорегион Гуарабира. Население составляет 3529 человек на 2006 год. Занимает площадь 37,996 км². Плотность населения — 92,9 чел./км².

## Статистика
- Валовой внутренний продукт на 2003 год составляет 8 578 692,00 реалов (данные: Бразильский институт географии и статистики).
- Валовой внутренний продукт на душу населения на 2003 год составляет 2475,81 реалов (данные: Бразильский институт географии и статистики).
- Индекс развития человеческого потенциала на 2000 год составляет 0,548 (данные: Программа развития ООН).